# 21e étape du Tour de France 1967
La 21e étape du Tour de France 1967 est une étape qui a eu lieu le samedi 22 juillet 1967 entre Clermont-Ferrand et Fontainebleau, en France, sur une distance de 359 km. Elle a été remportée par le Français Paul Lemeteyer. Le Français Roger  Pingeon conserve le maillot jaune.

## Classement de l'étape
| \| Classement de l'étape \| Classement de l'étape \| Classement de l'étape \| Classement de l'étape \| Classement de l'étape \| \| Coureur \| Coureur \| Pays \| Équipe \| Temps \| \| --------------------- \| --------------------- \| --------------------- \| ------------------------ \| --------------------- \| \| 1er \| Paul Lemeteyer \| France \| Bic-Hutchinson \| \| \| 2e \| Roger Swerts \| Belgique \| Mercier-BP-Hutchinson \| \| \| 3e \| Marino Basso \| Italie \| Mainetti \| \| \| 4e \| Johny Schleck \| Luxembourg \| Pelforth-Sauvage-Lejeune \| \| \| 5e \| Cees Haast \| Pays-Bas \| Televizier-Batavus \| \| \| 6e \| Wim Schepers \| Pays-Bas \| Caballero \| \| \| 7e \| Frans Brands \| Belgique \| Roméo-Smith's \| \| \| 8e \| Hans Junkermann \| Allemagne \| \| \| \| 9e \| Raymond Riotte \| France \| Bic-Hutchinson \| \| \| 10e \| Pietro Scandelli \| Italie \| \| \| |                  |            |                          |       |
| |                  |            |                          |       |
| |                  |            |                          |       |
| Classement de l'étape |                  |            |                          |       |
| Coureur | Coureur          | Pays       | Équipe                   | Temps |
| 1er | Paul Lemeteyer   | France     | Bic-Hutchinson           |       |
| 2e | Roger Swerts     | Belgique   | Mercier-BP-Hutchinson    |       |
| 3e | Marino Basso     | Italie     | Mainetti                 |       |
| 4e | Johny Schleck    | Luxembourg | Pelforth-Sauvage-Lejeune |       |
| 5e | Cees Haast       | Pays-Bas   | Televizier-Batavus       |       |
| 6e | Wim Schepers     | Pays-Bas   | Caballero                |       |
| 7e | Frans Brands     | Belgique   | Roméo-Smith's            |       |
| 8e | Hans Junkermann  | Allemagne  |                          |       |
| 9e | Raymond Riotte   | France     | Bic-Hutchinson           |       |
| 10e | Pietro Scandelli | Italie     |                          |       |

## Classements à l'issue de l'étape

### Classement général
| \| Classement général \| Classement général \| Classement général \| Classement général \| Classement général \| \| Coureur \| Coureur \| Pays \| Équipe \| Temps \| \| ------------------ \| ------------------- \| ------------------ \| ------------------------ \| ------------------ \| \| 1er \| Roger Pingeon \| France \| Peugeot-BP-Michelin \| \| \| 2e \| Julio Jiménez \| Espagne \| Bic-Hutchinson \| \| \| 3e \| Désiré Letort \| France \| Peugeot-BP-Michelin \| \| \| 4e \| Franco Balmamion \| Italie \| Molteni \| \| \| 5e \| Lucien Aimar \| France \| Bic-Hutchinson \| \| \| 6e \| Jan Janssen \| Pays-Bas \| Pelforth-Sauvage-Lejeune \| \| \| 7e \| Felice Gimondi \| Italie \| Salvarani \| \| \| 8e \| Jos Huysmans \| Belgique \| Dr. Mann-Grundig \| \| \| 9e \| Fernando Manzaneque \| Espagne \| Ferrys \| \| \| 10e \| Raymond Poulidor \| France \| Mercier-BP-Hutchinson \| \| |                     |          |                          |       |
| |                     |          |                          |       |
| |                     |          |                          |       |
| Classement général |                     |          |                          |       |
| Coureur | Coureur             | Pays     | Équipe                   | Temps |
| 1er | Roger Pingeon       | France   | Peugeot-BP-Michelin      |       |
| 2e | Julio Jiménez       | Espagne  | Bic-Hutchinson           |       |
| 3e | Désiré Letort       | France   | Peugeot-BP-Michelin      |       |
| 4e | Franco Balmamion    | Italie   | Molteni                  |       |
| 5e | Lucien Aimar        | France   | Bic-Hutchinson           |       |
| 6e | Jan Janssen         | Pays-Bas | Pelforth-Sauvage-Lejeune |       |
| 7e | Felice Gimondi      | Italie   | Salvarani                |       |
| 8e | Jos Huysmans        | Belgique | Dr. Mann-Grundig         |       |
| 9e | Fernando Manzaneque | Espagne  | Ferrys                   |       |
| 10e | Raymond Poulidor    | France   | Mercier-BP-Hutchinson    |       |